# Тоска (община Струга)
Вижте пояснителната страница за други значения на Тоска.
Тоска (на македонска литературна норма: Тоска) е село в Северна Македония, в община Струга, разположено в югозападните поли на планината Караорман.
Според преброяването от 2002 година селото е без жители.